# حارة الخير (صنعاء)
الخير هي إحدى حارات حي سدس احداق بمدينة الروضة شمال العاصمة اليمنية "صنعاء"، بلغ تعداد سكانها 2401 نسمة حسب تعداد اليمن لعام 2004.